# Campeonato Mundial Militar de Voleibol Feminino
Campeonato Mundial Militar de Voleibol Feminino é uma competição de voleibol organizada pelo Conselho Internacional do Desporto Militar (CISM). Por muito tempo ocorria a cada 2 anos, mais tarde passou a ser disputado anualmente. A competição visa contribuir para o desenvolvimento de diversos atributos indispensáveis aos militares, como por exemplo, a capacidade de trabalho em equipe, liderança e iniciativa, promovendo o congraçamento entre os países e a "amizade através do esporte".

## Histórico
A primeira edição desta competição ocorreu em 1987 na Turquia, contanto com a participação de apenas quatro países: Estados Unidos, Marrocos, Holanda e Turquia. A primeira participação do Brasil ocorreu na 12ª edição, isto no ano de 2010 nos Estados Unidos, já conquistando a primeira medalha de ouro em sua estreia na competição.

## Formato da competição
O formato do Campeonato Mundial  Militar tem sido constantemente adaptado para ajustar-se ao número de participantes do torneio.

## Medalhas
| Ordem | País            | Medalha de ouro | Medalha de prata | Medalha de bronze |    |
| ----- | --------------- | --------------- | ---------------- | ----------------- | -- |
| 1     | Brasil          | 6               | 1                | 0                 | 6  |
| 1     | China           | 5               | 6                | 1                 | 12 |
| 3     | Itália          | 1               | 3                | 3                 | 7  |
| 4     | Países Baixos   | 1               | 2                | 3                 | 6  |
| 5     | Alemanha        | 1               | 2                | 3                 | 6  |
| 6     | Estados Unidos  | 1               | 2                | 2                 | 5  |
| 7     | Coreia do Norte | 1               | 1                | 2                 | 4  |
| 8     | Canadá          | 1               | 0                | 0                 | 1  |
| 8     | Croácia         | 1               | 0                | 0                 | 1  |
| 10    | Grécia          | 0               | 1                | 2                 | 3  |
| 11    | Vietnã          | 0               | 0                | 1                 | 1  |
| 12    | França          | 0               | 0                | 1                 | 1  |

## MVPs
- 2010 – Fernanda Garay[11]

- 2012 – Regiane Bidias[15]

- 2014 – Renata Colombo[22]

- 2015 – Bruna Honório[23][24]
- 2017 – Liu Yanhan[21]
- 2018 – Yunlu Wang[25]